# William Taylour
Ne doit pas être confondu avec William Desmond Taylor.
William Taylour, né le 3 janvier 1904 à Headfort House (en) (comté de Meath, Irlande, alors partie intégrante du Royaume-Uni) et mort le 2 décembre 1989 à Cambridge (Royaume-Uni), est un archéologue britannique, spécialiste de la civilisation mycénienne.

## Biographie
Issue d'une famille de la pairie d'Irlande, William Desmond Taylour est le second fils de Geoffrey Taylour, quatrième marquis de Headfort, et de la chanteuse irlandaise Rosie Boote (en).
Il fait ses études à Harrow et, après un court passage dans la diplomatie, commence une carrière dans la finance, à Wall Street puis à Londres. Pendant la Seconde Guerre mondiale, Taylour combat en Afrique du Nord au sein 2nd Derbyshire Yeomanry (en), où il atteint le grade de capitaine.
À la sortie de la guerre, il intègre le conseil de contrôle allié en Allemagne jusqu'en 1947, date à laquelle il s'inscrit au Trinity College de l'université de Cambridge. Passionné d'archéologie depuis son passage à Harrow, il se consacre à l'étude des poteries mycéniennes, sujet de sa thèse de doctorat publiée en 1958. Il y suit les cours de Grahame Clark et de Glyn Daniel. À partir de 1949, il participe à de nombreuses fouilles en Grèce, en particulier à Mycènes avec Alan Wace, ainsi qu'à Pylos avec Carl Blegen.
À la mort de Wace en 1957, Lord William Taylour devient directeur des fouilles de la British School at Athens à Mycènes, travaillant conjointement avec Ioánnis Papadimitríou et George Mylonas, de la Société archéologique d'Athènes. Leur travail permet une connaissance approfondie de la citadelle de Mycènes et la mise en valeur de l'ensemble de bâtiments qu'il décrit comme le centre cultuel,. Son The Mycenians de 1964, une des premières études d'envergure sur la civilisation mycénienne, devient rapidement un classique,. Entre 1959 et 1977, il fouille également le site d'Ayios Stephanos, en Laconie, petit port de l'âge du Bronze, démontrant les liens commerciaux entre la Crète minoenne et la Grèce continentale.
Il inaugure avec Elizabeth French en 1981 le premier fascicule de l'ensemble Well Built Mycenea, publication qui se poursuit jusqu'en 2012.

## Publications

### Ouvrages
- (en) Mycenaean Pottery in Italy and Adjacent Areas, Cambridge, Cambridge University, 1958, 204 p.
- (en) The Mycenaeans, Londres, Thames & Hudson, 1958, 204 p.
- (en) « The Iron Age Pottery », dans Joan du Plat Taylor, Myrtou-Pigadhes: A Late Bronze Age Sanctuary in Cyprus, Londres, Headley Bros., 1957, p. 60-74.
- (en) Well Built Mycenae, Helleno-British excavations within the citadel at Mycenae, 1959-1969, Oxbow Books, Oxford. Collection dirigée avec Elizabeth French.

### Articles
- (en) « Mycenae 1939-1954. Part IV. The Perseia Area », Annual of the British School at Athens, British School at Athens, vol. 50,‎ 1955, p. 199-237
- (en) « Mycenae Excavations, 1959 », ArchDelt, vol. 16,‎ 1960, p. 89-91
- (en) « New Linear B Tablets from Mycenae », ArchDelt, vol. 16,‎ 1960, p. 92-93
- (en) « New Linear B Tablets from Mycenae », Antiquity, vol. 35,‎ 1961, p. 57-58
- « The Last Days of Mycenae: Tablets and Houses Revealed in the Resumption of the Late Professor Wace’s Excavations », ILN,‎ 23 septembre 1961
- (en) « Mycenae, Citadel House », ArchDelt, vol. 18,‎ 1963, p. 82-84
- (en) « Laconia. Hagios Stephanos », ArchDelt, vol. 19,‎ 1964, p. 146-147
- (en) « Mycenae, Citadel House », ArchDelt, vol. 19,‎ 1965, p. 164-165
- (en) « Mycenae, 1968 », Antiquity, vol. 43,‎ 1969, p. 91-97
- (en) « A Note on the Recent Excavations at Mycenae, and the Scheme Proposed for Their Publication », Annual of the British School at Athens, British School at Athens, vol. 64,‎ 1969, p. 259-260
- « The Strange Idols from Mycenae », ILN,‎ 4 janvier 1969
- « Mycenae’s First Templee », ILN,‎ 27 décembre 1969